# Plectris ambitiosa
Plectris ambitiosa är en skalbaggsart som beskrevs av Blanchard 1850. Plectris ambitiosa ingår i släktet Plectris och familjen Melolonthidae. Inga underarter finns listade i Catalogue of Life.